# Margery Jourdemayne
Margery Jourdemayne, även kallad "the Witch of Eye Next Westminster" ('Häxan av Eye vid Westminster') född okänt år (före 1415), död 27 oktober 1441 i Smithfield i London, var en engelsk klok gumma som avrättades för häxeri och kätteri efter att ha dragits in i ett mål om misstänkt kungamord.
Inget är känt om hennes bakgrund, men hon bodde i London och var gift med William Jourdemayne, vars familj var förmögna självägande bönder i Middlesex. Margery Jourdemayne var sedan många år känd som klok gumma i London och utförde trolldomskonster mot betalning, utförde aborter och behandlade sterilitet. Hon ställdes 1432 inför rätta för häxeri, men frikändes. Vid den tiden var hon välkänd även vid hovet, med många kunder bland hovets medlemmar. Mellan juli och september 1441 arresterades Eleanor Cobham, Roger Bolingbroke, John Hume (eller Home), Thomas Southwell och Margery Jourdemayne anklagade för att ha hjälpt Eleanor Cobham i ett påstått mordförsök på kung Henrik VI av England genom trolldom. Eleanor Cobham var gift med kungens farbror och tronföljare, 
Humphrey, hertig av Gloucester. Margery Jourdemayne var tillsammans med Roger Bolingbroke de enda två som dömdes till döden. Hon dömdes som skyldig till förräderi genom häxeri och kätter och avrättades genom bränning på bål i Smithfield.